# Aequoreidae
Famille
Les Aequoreidae forment une famille d'hydroméduses, de l'ordre des Leptothecata. 

## Liste des genres
Selon World Register of Marine Species (6 octobre 2016) :
- genre Aequorea Péron & Lesueur, 1810
- genre Aldersladia Gershwin, 2006
- genre Gangliostoma Xu, 1983
- genre Rhacostoma L. Agassiz, 1851
- genre Staurobrachium Haeckel, 1879
- genre Stomobrachium Brandt, 1838
- genre Tarracodiscus Romero, Rogers & Gershwin, 2011 †
- genre Zygocanna Haeckel, 1879

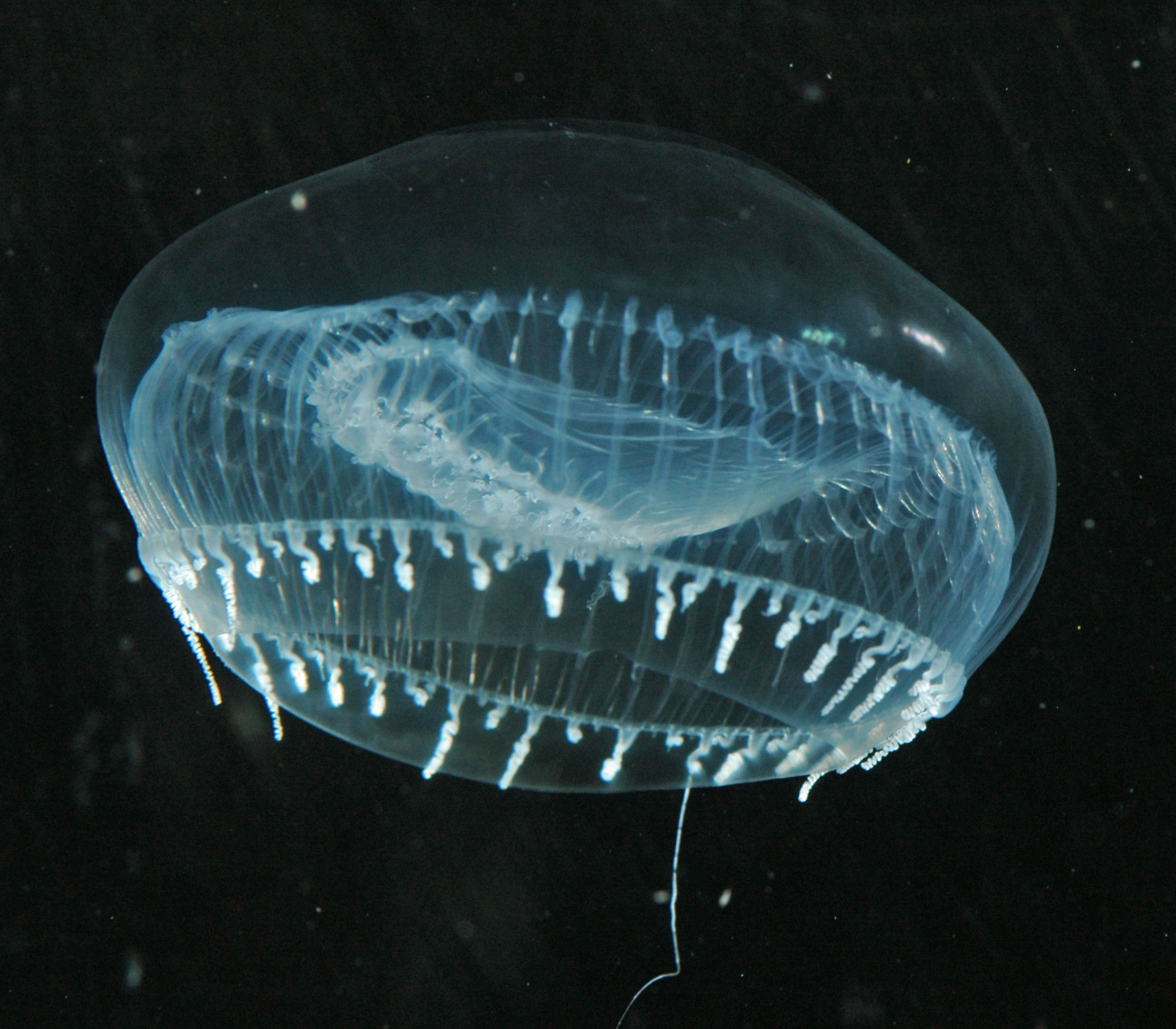
Aequorea victoria
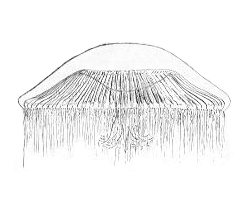
Rhacostoma atlanticum